# Хала Макс Шмелинг
Хала Макс Шмелинг је вишенаменска дворана у Берлину, Немачка. Отворена је 1996. године а грађена је за потребе такмичења у боксу за Олимпијске игре 2000. године. Ипак, како је домаћинство уместо Берлина добио Сиднеј намена дворане је промењена па се она данас користи и за друге спортове. Име је добила по немачком боксеру Максу Шмелингу који је и лично присуствовао отварању дворане. 
Арена има од 8 до скоро 12 хиљада седећих места и данас се користи углавном за боксерске мечеве као и утакмице рукометних, одбојкашких и кошаркашких клубова. Своје утакмице као домаћин у овој дворани играју КК АЛБА, СЦЦ Берлин и РК Фуксе Берлин. 

Дворана је била домаћин европског првенства у одбојци за жене које 2013. године било организовано у Немачкој и Швајцарској. 